# Sundsvassheia
Die Sundsvassheia (norwegisch für Sundwasserhöhe) ist ein Höhenzug an der Prinzessin-Astrid-Küste des ostantarktischen Königin-Maud-Lands. Sie bildet das Zentrum der Schirmacher-Oase.
Wissenschaftler des Norwegischen Polarinstituts benannten sie in Anlehnung an den benachbarten See Sundsvatnet.